# 29575 Gundlapalli
29575 Gundlapalli este un asteroid din centura principală de asteroizi.

## Descriere
29575 Gundlapalli este un asteroid din centura principală de asteroizi. A fost descoperit pe 20 martie 1998 la Socorro, New Mexico, în cadrul proiectului LINEAR. Asteroidul prezintă o orbită caracterizată de o semiaxă mare de 3,07 ua, o excentricitate de 0,13 și o înclinație de 5,6° în raport cu ecliptica.